# Гопалан, Шамала
Шамала Гопалан (7 декабря 1938, Мадрас, Британская Индия — 11 февраля 2009, Окленд, Калифорния) — учёная в сфере биомедицины, известная исследовательница рака груди. Мать 49-й вице-президента Камалы Харрис и Майи Харрис, практикующего юриста и политолога.

## Биография

### Детство и образование
Родилась 7 декабря 1938 года в семье государственного служащего, в Мадрасе (ныне Ченнаи), Мадрасское президентство, Британская Индия. Её родители были родом из двух деревень недалеко от города Маннаргуди в провинции Мадрас.
Шамала получила степень бакалавра наук в области домоводства в Делийском университете. В 1958 году, в возрасте 19 лет, Шамала неожиданно подала заявку на магистерскую программу по питанию и эндокринологии в Калифорнийском университете в Беркли и была принята. Её родители использовали часть своих пенсионных сбережений, чтобы оплатить её обучение и питание в течение первого года. Девушка общалась с родителями с помощью аэрограмм после прибытия в США. В 1964 году получила докторскую степень в области питания и эндокринологии.

### Карьера
Шамала проводила исследования в лаборатории исследования рака Калифорнийского университета в Беркли. Она работала исследователем рака молочной железы в Университете Иллинойса в Урбане-Шампейне и в Университете Висконсина. В течение 16 лет также работала в Институте медицинских исследований Леди Дэвис и на медицинском факультете Макгиллского университета. Также работала в качестве рецензента в Национальных институтах здравоохранения и в качестве члена группы по посещению объектов в Федеральном консультативном комитете. Она наставляла десятки студентов в своей лаборатории. В течение последнего десятилетия исследований Шамала работала в Национальной лаборатории Лоуренса в Беркли.

## Личная жизнь
Осенью 1962 года познакомилась со своим будущим мужем — Дональдом Харрисом. В 1963 году они поженились, не соблюдая традицию представления будущего мужа родителям Шамалы заранее или проведения церемонии в её родном городе. В браке родились две дочери: Камала Харрис и Майя Харрис. В детстве дети навещали семью своего отца на Ямайке.
В 1972 году брак распался.

## Смерть
Шамала Гопалан скончалась от рака толстой кишки 11 февраля 2009 года в возрасте 70 лет. В том же году Камала Харрис привезла прах своей матери в Индию и развеяла его в водах Индийского океана.